# Ommatolampis
Ommatolampis is een geslacht van rechtvleugeligen uit de familie veldsprinkhanen (Acrididae). De wetenschappelijke naam van dit geslacht is voor het eerst geldig gepubliceerd in 1838 door Burmeister.

## Soorten
Het geslacht Ommatolampis omvat de volgende soorten:
- Ommatolampis equatoriana Carbonell & Descamps, 1978
- Ommatolampis pazii Bolívar, 1881
- Ommatolampis perspicillata Johannson, 1763
- Ommatolampis quadrimaculata Carbonell & Descamps, 1978